# بنویت دالیبار
بنویت دالیبار (انگلیسی: Benoît Dalibard؛ زادهٔ ۲۶ مارس ۱۹۹۱) بازیکن فوتبال اهل فرانسه است.
از باشگاه‌هایی که در آن بازی کرده‌است می‌توان به باشگاه فوتبال گنگام و باشگاه فوتبال هرفورد یونایتد اشاره کرد.